# Barum (an der Ilmenau)
Barum is een gemeente in de Duitse deelstaat Nedersaksen. De gemeente maakt deel uit van de Samtgemeinde Bardowick in het Landkreis Lüneburg. Barum (an der Ilmenau) telt 2.079 inwoners.

## Plaatsen in de gemeente Barum
- Barum, 1.092 inwoners
- Horburg, 522 inw., direct ten noordwesten van Barum, aan de Neetze
- St. Dionys, 478 inw., enkele kilometers ten zuiden van Barum, aan de rand van de Lüneburger Heide

Totaal aantal inwoners: 2.092. Peildatum: 1 februari 2022. Bron: website gemeente Barum.

## Geografie, infrastructuur
Zie ook: Samtgemeinde Bardowick.
Barum ligt in een rivierpolderlandschap nabij de Elbe.
Grote verkeerswegen ontbreken, evenals openbaar vervoer van betekenis. Alleen voor vervoer van scholieren, 's morgens vroeg richting de onderwijslocaties in o.a. Lüneburg, en in de namiddag na het uitgaan van de scholen in omgekeerde richting, rijden sporadisch schoolbuslijnen.

## Geschiedenis, economie
In 1926 is aan de zuidkant van Barum een aantal gouden sieraden uit de Bronstijd (9e of 8e eeuw vóór de jaartelling) opgegraven. Deze schat is in bezit van het Landesmuseum Hannover.
Barum wordt als Berne in 1266, St. Dionys in 1333, en Horburg in 1318 voor het eerst in een document vermeld.
Horburg heette tot 1931 Dreckharburg, niet, omdat het dorp te midden van modder lag, maar omdat er trekschuiten over de Ilmenau langs voeren. Totdat er in 1888 een kanaal voor de vrachtscheepvaart, het Ilmenaukanaal, werd aangelegd, stroomde de Ilmenau door wat daarna de bedding van de Neetze werd. Drecken is het lokale dialectwoord voor trekken. In 1945 en de eerste helft van 1946 , in de nasleep van de Tweede Wereldoorlog, was Horburg tijdelijk een nood-woonlocatie voor krijgsgevangenen, vluchtelingen en displaced persons. De geallieerde bezettingstroepen stonden de Duitse bevolking van het dorp pas in de zomer van 1946 toe, weer naar huis terug te keren.
De dorpen hebben steeds een agrarisch karakter behouden; o.a. de melkveehouderij is nog van enige betekenis. Verder is er na 1970 enig toerisme ontstaan, terwijl ook betrekkelijk veel inwoners van de gemeente woonforensen zijn, die in een grotere plaats elders werken.

## Bezienswaardigheden en toerisme

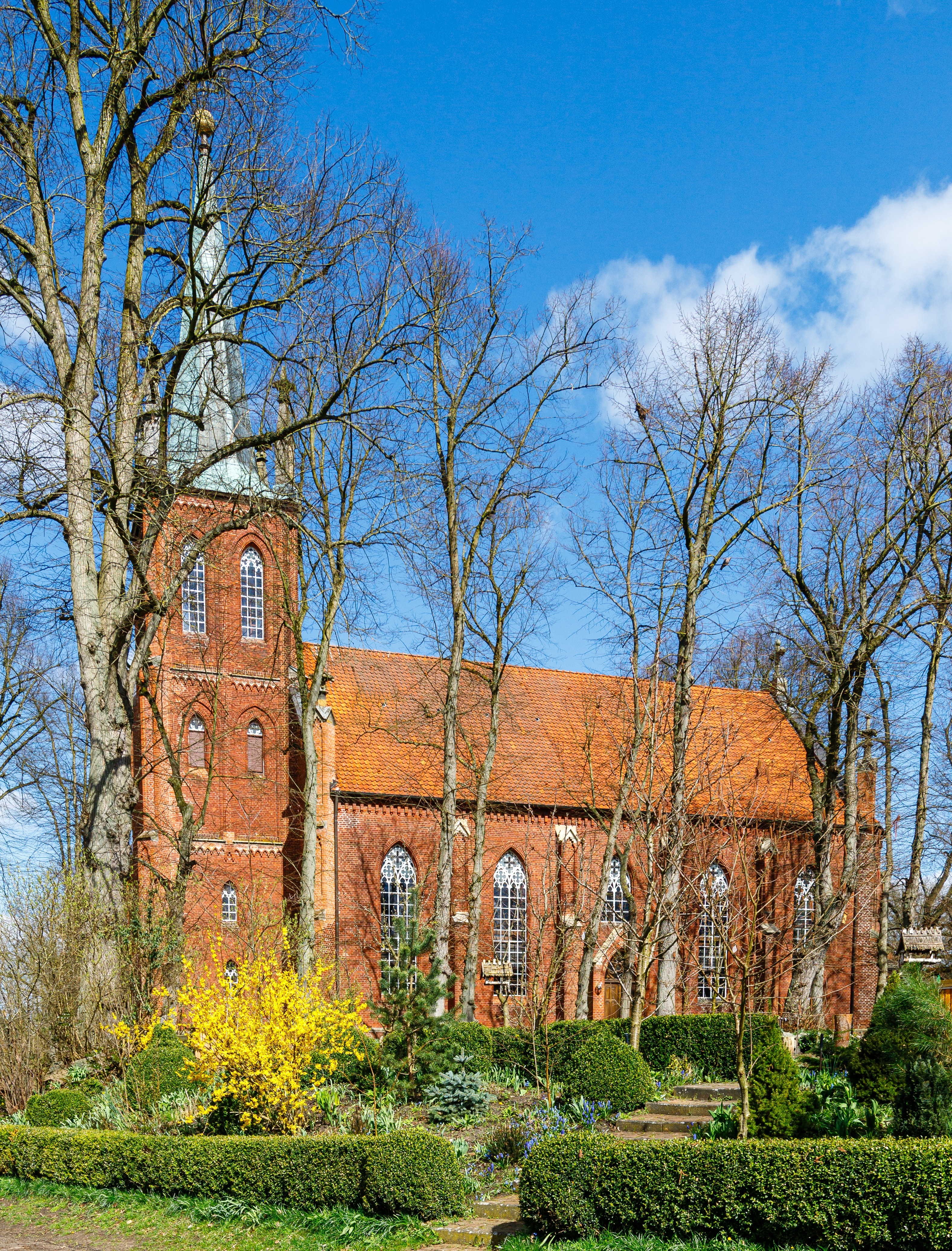
St. Dionysiuskerk, St. Dionys
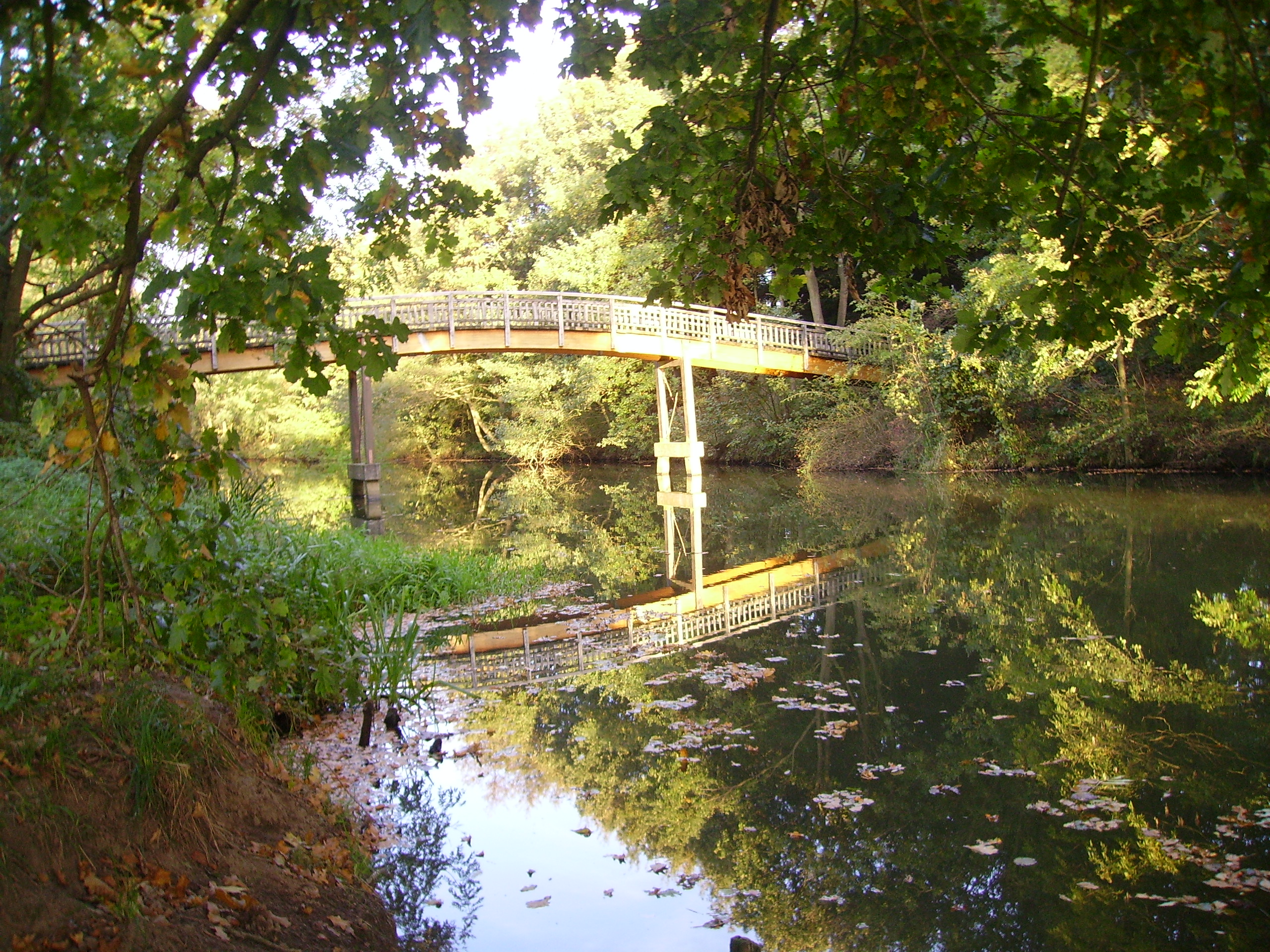
Bruggetje over de Neetze, Barum
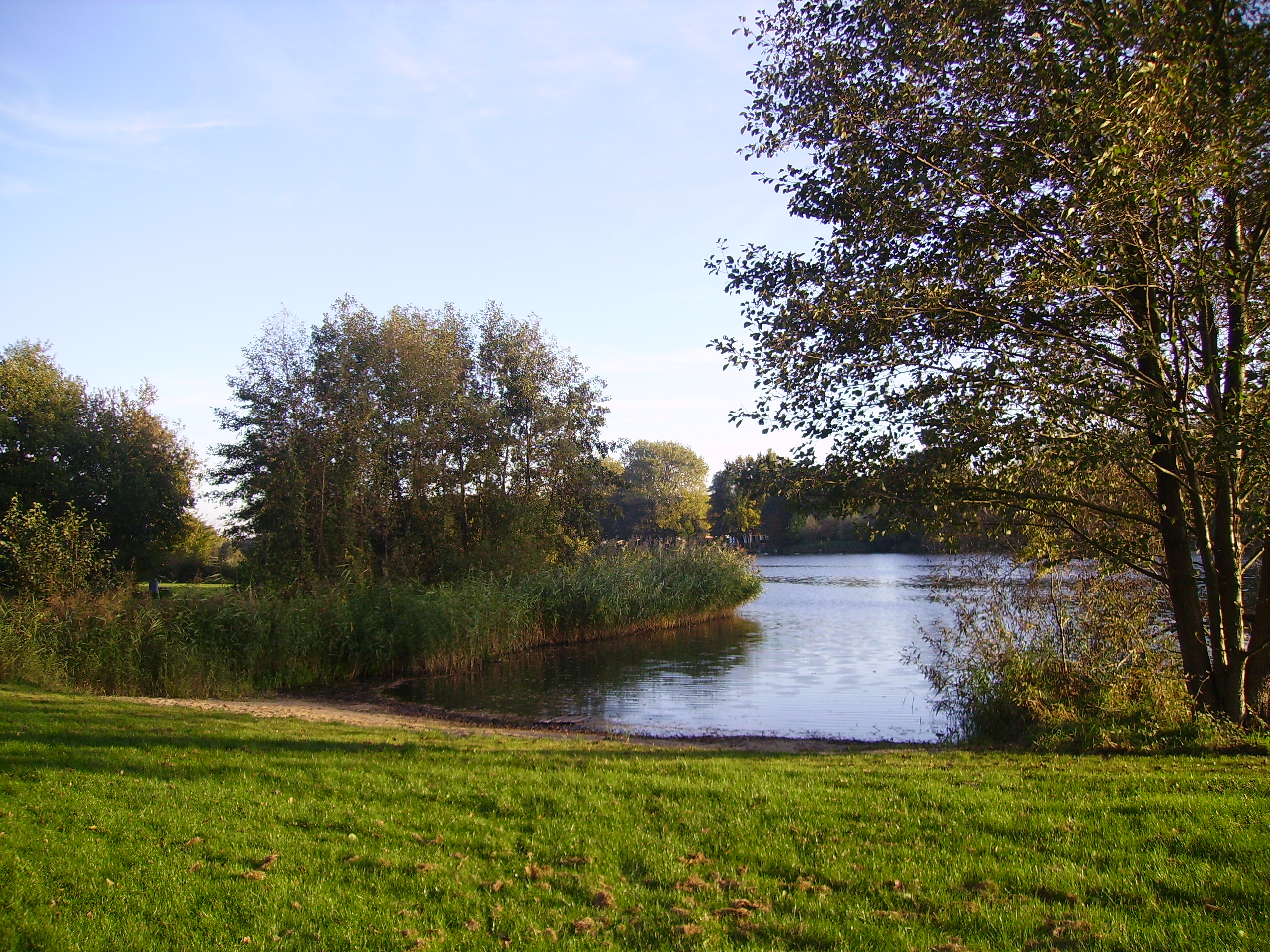
Recreatieplas Barumer See
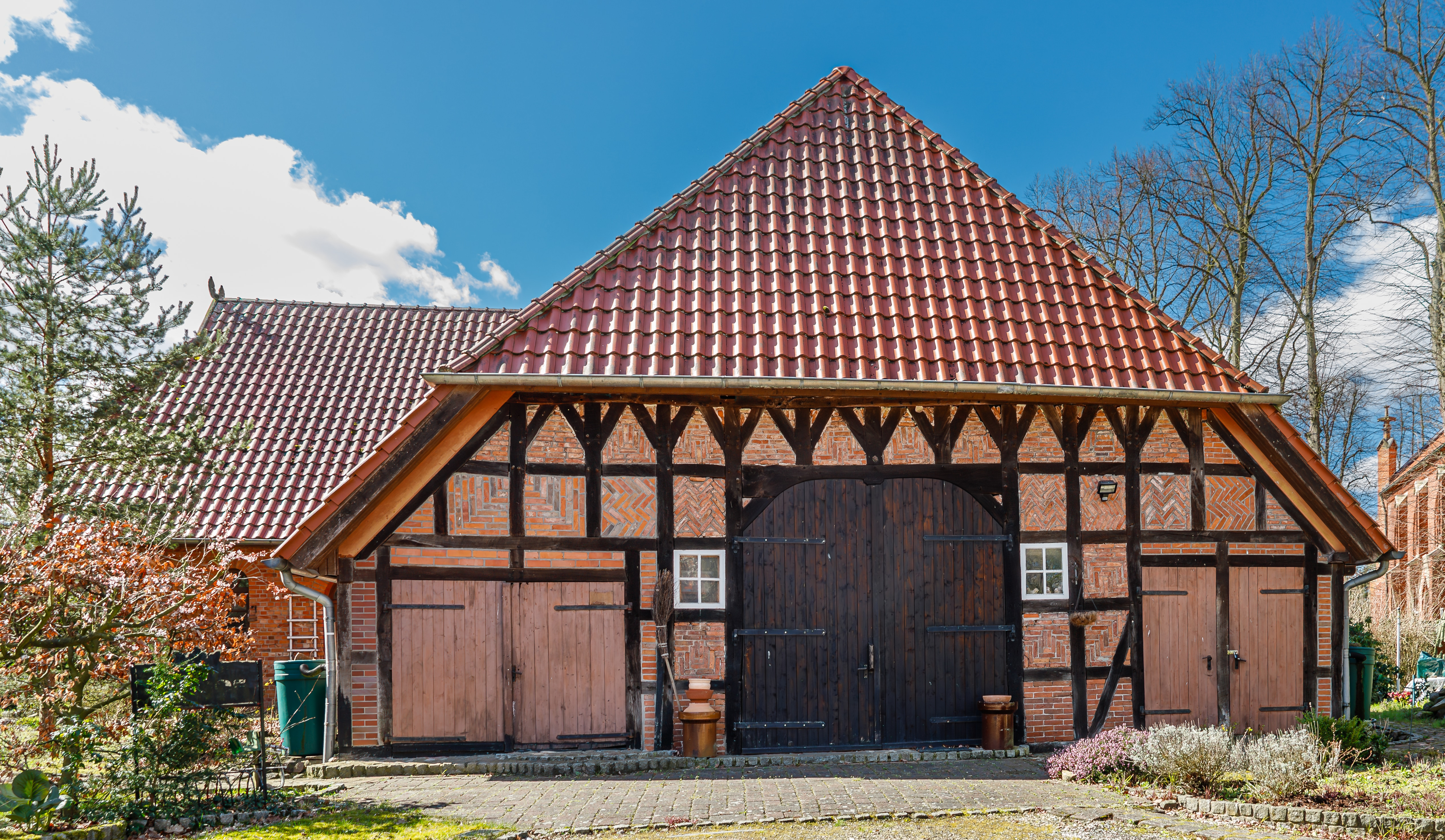
Oude boerderij, St. Dionys

- Evangelisch-lutherse St. Dionysiuskerk, St. Dionys, gebouwd in 1860 in de stijl der neogotiek
- Kanovaren op het riviertje de Neetze
- Recreatieplas Barumer See, met camping
- De langeafstands-fietsroute Ilmenau-Radweg loopt door de gemeente.
- St. Dionys beschikt over een golfbaan.

- Gemeinsame Normdatei: 16341330-7
- Virtual International Authority File: 231875907

Adendorf · 
Amelinghausen · 
Amt Neuhaus · 
Artlenburg · 
Bardowick · 
Barendorf · 
Barnstedt · 
Barum · 
Betzendorf · 
Bleckede · 
Boitze · 
Brietlingen · 
Dahlem · 
Dahlenburg · 
Deutsch Evern · 
Echem · 
Embsen · 
Handorf · 
Hittbergen · 
Hohnstorf (Elbe) · 
Kirchgellersen · 
Lüdersburg · 
Lüneburg · 
Mechtersen · 
Melbeck · 
Nahrendorf · 
Neetze · 
Oldendorf (Luhe) · 
Radbruch · 
Rehlingen · 
Reinstorf · 
Reppenstedt · 
Rullstorf · 
Scharnebeck · 
Soderstorf · 
Südergellersen · 
Thomasburg · 
Tosterglope · 
Vastorf · 
Vögelsen · 
Wendisch Evern · 
Westergellersen · 
Wittorf